# استان آکیتا

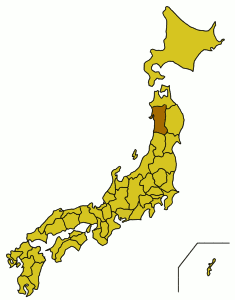

استان آکیتا (به ژاپنی: 秋田県) یکی از استان‌های کشور ژاپن است.
این استان در ناحیه توهوکو و در جزیرهٔ هونشو قرار دارد.
مرکز این استان، شهر آکیتا است.

جمعیت اصلی این استان را مردم آینو تشکیل می‌دادند.

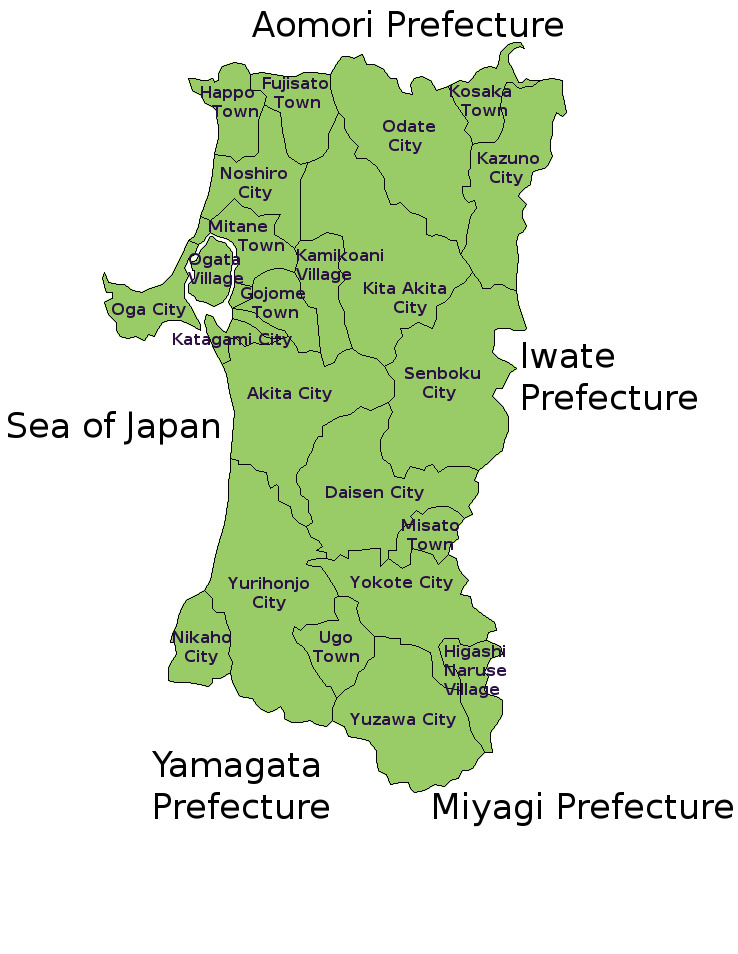